# Nanae Katō
Nanae Katō (jap. 加藤 奈々絵 Katō Nanae; ur. 24 lutego 1976) – japońska seiyū pochodząca z prefektury Ibaraki. Pracuje dla Ace Deuce Code.

## Filmografia
Ważniejsze role są pogrubione

### Seriale anime
- Fancy Lala (1998)
- Eat-Man '98 (1998, Alex)
- Magic User's Club (1999, Madoka Masuko)
- EX-Driver (2000)
- InuYasha (2000, dziecko w odc. 162)
- Shiawase Sou no Okojo-san (2001, Yuuta Kudoo)
- Magical Play (2001, Mustard)
- Magical Play 3D (2001, Mustard)
- UFO Ultramaiden Valkyrie (2002, dziewczyna D)
- Shrine of the Morning Mist (2002, Chika Yurikasa)
- Princess Tutu (2002, Ahiru/Princess Tutu)
- Pokémon Advance (2002, Pacchiru odc. 57)
- Croquette! (2003, Croquette)
- Godannar (2003, Hayashi)
- The Galaxy Railways (2003, Sarai odc. 9)
- Peacemaker Kurogane (2003, Hana)
- MegaMan NT Warrior (2004, Hazuki Yui)
- Agatha Christie's Great Detectives Poirot and Marple (2004, Annie)
- Kujibiki Unbalance (2004, Kenji Suzuki)
- Transformerzy: Cybertron (2005, Skids)
- Ognistooka Shana (2005, Domino)
- Animal Yokocho (2005, Macchi)
- Fushigiboshi no Futagohime Gyu! (2006, March)
- Bakegyamon (2006, Mikiharu Kawaguchi, Theme Song Performance ED2)
- Kamichama Karin (2007, Shii-chan/Nike)
- Shakugan no Shana Second (2007, Domino)
- Tamagotchi: The Movie (2007, Kuromametchi)
- Shugo Chara! (2007, Miki)
- Inazuma Eleven (2008, Kakeru Megane, Dan Tobiyama, Kazuto Megane, Maxy Kuu, Peter Cole, Noboru Saruta, Shika Kaneaki, Eisuke Sumino)
- Noramimi (2008, Noramimi)
- Shugo Chara!! Doki— (2008, Miki)